# Фридрихсрухе
Фридрихсрухе (њем. Friedrichsruhe) општина је у њемачкој савезној држави Мекленбург-Западна Померанија. Једно је од 76 општинских средишта округа Пархим. Према процјени из 2010. у општини је живјело 924 становника. Посједује регионалну шифру (AGS) 13060017.

## Географски и демографски подаци
Фридрихсрухе се налази у савезној држави Мекленбург-Западна Померанија у округу Пархим. Општина се налази на надморској висини од 49 метара. Површина општине износи 34,7 km². У самом мјесту је, према процјени из 2010. године, живјело 924 становника. Просјечна густина становништва износи 27 становника/km².